# سومرهاوزن
سومرهاوزن (به آلمانی: Sommerhausen) یک منطقهٔ مسکونی در آلمان است که در Würzburg واقع شده‌است.